# Fulshear (Texas)
Fulshear es una ciudad ubicada en el condado de Fort Bend en el estado estadounidense de Texas. En el Censo de 2010 tenía una población de 1.134 habitantes y una densidad poblacional de 53,7 personas por km².

## Geografía
Fulshear se encuentra ubicada en las coordenadas 29°41′22″N 95°52′57″O / 29.68944, -95.88250. Según la Oficina del Censo de los Estados Unidos, Fulshear tiene una superficie total de 21.12 km², de la cual 20.95 km² corresponden a tierra firme y (0.78%) 0.17 km² es agua.

## Demografía
Según el censo de 2010, había 1.134 personas residiendo en Fulshear. La densidad de población era de 53,7 hab./km². De los 1.134 habitantes, Fulshear estaba compuesto por el 73.81% blancos, el 15.78% eran afroamericanos, el 2.12% eran amerindios, el 2.03% eran asiáticos, el 0% eran isleños del Pacífico, el 4.94% eran de otras razas y el 1.32% pertenecían a dos o más razas. Del total de la población el 17.37% eran hispanos o latinos de cualquier raza.

## Educación
El Distrito Escolar Consolidado Independiente Lamar (LCISD por sus siglas en inglés) gestiona escuelas públicas en una parte, y el Distrito Escolar Independiente de Katy (KISD) sirve a una otra parte.
Escuelas de LCISD:
- Escuela Primaria Huggins
- Escuela Secundaria Leaman[7]
- Escuela Preparatoria Fulshear[8]

Escuelas de KISD:
- Escuela Primaria James Randolph, en el barrio Cross Creek Ranch - Se abrió en 2014[9]